# Hemträsket
Hemträsket is een meer in Zweden, het ligt in de gemeente Piteå. Veel meren in het noorden van Scandinavië worden omgeven door moeras, het Hemträsket ook. De grootte van het moerasmeer is niet precies duidelijk, aangezien er langs de hele oever moerassen liggen. De eilanden in het meer hebben ook geen scherpe oevers en zijn ook maar klein. Drie ervan hebben een naam: Långvassen, Hällan en Storholmen. Het oppervlak van het meer wisselt, maar is op zijn grootst ongeveer 2 km². De Jävreån stroomt door het meer en ten noorden van het meer ligt het plaatsje Hemmingsmark.